# Conquista de Corón (1532)
La conquista de Corón de 1532 fue parte de una campaña anfibia llevada a cabo por Andrea Doria, gran almirante de Carlos I de España y V del Sacro Imperio Romano Germánico, para aliviar la presión del imperio otomano sobre Europa del Este.
Con ella, Corón se convirtió en la primera y única plaza fuerte de la Monarquía Hispánica en Grecia, manteniéndose por dos años antes de ser abandonada a causa de su difícil defensa.

## Trasfondo
El sultán otomano Solimán el Magnífico planeaba una nueva ofensiva sobre Viena después de ser repelido de ella por Carlos en el sitio de 1529, por lo que en abril de 1532 marchó sobre Hungría con un gigantesco contingente de 200.000 hombres y 300 cañones. En verano, el gran almirante imperial Andrea Doria promovió el lanzamiento de una expedición naval para atacar las costas de la Grecia otomana, esperando así obligar a Solimán a regresar para defenderlas.
La armada salió en septiembre. Constaba de 17 galeras provenientes de España, 4 del virreinato de Sicilia y 3 del de Nápoles, junto con 5 de la Orden de Malta, 13 de los Estados Pontificios y 2 del Principado de Mónaco, seguidas por 35 naos y 15 carracas y galeones, incluyendo la enorme y famosa Santa Anna de Malta. En total, 12.000 hombres. Comandaba la armada principal Andrea, con su primo Antonio Doria como lugarteniente, Jerónimo de Mendoza al mando de las tropas de tierra y Bernardo Salviati al mando de las galeras de Malta. Doria no llevaba plan fijo, sino que planearía los ataques después de reconocer el terreno.

## Movimientos previos
La flota se topó en el golfo de Zante con la armada veneciana, formada por 60 galeras en orden de guerra a las órdenes de Vincenzo Capello. Los venecianos ofrecieron apoyarles logísticamente, pero no unirían fuerzas a causa del tratado de neutralidad que mantenían con los otomanos. Doria trató de persuadirles a romper el acuerdo, señalándoles la sumisión y amenaza que los otomanos significaban para Venecia, y que en cambio tenían una oportunidad única para que todos juntos atacasen Constantinopla al estar Solimán en Hungría, pero los de la Serenísima no aceptaron. Antes bien, probablemente estaban tratando de distraer a los imperiales para que la cercana armada otomana, compuesta por 70 naves al mando de Omer Alí, pudiera huir de ellos.
Doria envió a Antonio al mando de siete galeras a localizar a Omer Alí, pero se encontró con que ya había dado la vuelta a la isla de Cerigo y huía hacia Calcis. El almirante tomó puerto en la Sapiencia, cerca de la antigua colonia veneciana Modón, ahora base turca. Salviati propuso tomarla, recordando un intento anterior de las galeras de Malta y sublevados griegos que casi había tenido éxito. Sin embargo, Doria juzgó que los otomanos habrían reforzado Modón en previsión de una intentona parecida, por lo que eligió como objetivo la cercana Corón, otra antigua colonia veneciana defendida principalmente por su orografía. Contó para ello con el apoyo de varios griegos locales que se unieron a la flota cristiana.

## El sitio
Doria ordenó a la flota que formase un semicírculo alrededor del istmo de Corón, y usó bateles protegidos con manteletes contra el fuego enemigo para echar las anclas de las naos y las carracas lo más cerca de tierra posible, acercando entonces las embarcaciones hasta formar un cerco. En otra innovadora técnica, construyó grandes rampas de asedio sobre puentes entre las naos, capaces de llegar a la altura de los muros y permitir el paso de los rodeleros. Para cubrirles, hizo que subieran arcabuceros y mosqueteros a las gavias de las naves, además de lo cual instaló pares de sacres y falconetes en las gavias de las dos más grandes, de manera que los cristianos podían disparar directamente contra las almenas casi a su mismo nivel.
La infantería y la artillería desembarcaron a en ambos lados del istmo, comandadas en un flanco por Jerónimo de Mendoza y en el otro por el napolitano Girolamo Tuttavilla, conde de Sarno. Tras derrotar a una fuerza otomana que salió para tratar de impedírselo, se emplazó la artillería en tres secciones apuntando a otros tantos puntos estratégicos de la fortaleza, manejadas respectivamente por Luis Picaño, Francisco de Alarcón y Tuttavilla. Así mismo, Doria ordenó a 36 galeras que se ataran en parejas por las popas y formasen tres grupos de seis parejas, para bombardear continuamente la fortaleza sin permanecer estacionarias bajo fuego enemigo. Las galeras frontales avanzarían y harían fuego, tras lo cual las traseras las remolcarían fuera del alcance enemigo mientras recargaban, avanzando unos grupos mientras otros retrocedían.
El bombardeo comenzó el 12 de septiembre, cayendo fulminantemente sobre la ciudadela desde las bocas de más de 170 piezas. Un primer asalto de Tuttavilla por una sección rota de muro fue rechazado con 300 muertos, acción que un Mendoza más cauto no realizó por su lado al considerarla prematura. Para impedir un posible rompimiento por parte de los defensores, construyeron trincheras y bastiones. Fueron las máquinas de asedio flotantes las que dirimieron el encuentro, tendiendo las rampas contra las almenas y asaltándolos con los rodeleros, de forma que los turcos se vieron rápidamente superados y abandonaron los muros, refugiándose en una sección posterior de la ciudadela mientras los cristianos saqueaban el lugar.
Al día siguiente llegaron por tierra refuerzos turcos en forma de 700 jinetes al mando del turco Zadar, de la guarnición cercana de Laconia. Repelido por Erasmo Doria, que reorientó la artillería de las galeras contra ellos, Zadar dio un rodeo por tierra y atacó el campamento cristiano defendido por Teodoro Spínola, pero fueron repelidos por 300 arcabuceros enviados por Tuttavilla, con la consecuencia de que Zadar y la caballería turca quedaron atrapados en un foso y fueron o diezmados o aniquilados, según la versión. Los imperiales cortaron las cabezas de los muertos y las hincaron en las trincheras para ejercer presión psicológica sobre los pocos que resistían en Corón, que se rindieron al fin el día 21. Doria acordó con la guarnición turca marcharse en paz, a excepción de un grupo de judíos locales que retuvo como rehenes. Sin embargo, los griegos de las cercanías no permitirían a los otomanos ir muy lejos, emboscándoles y matando a la mayoría de ellos.

## Con posterioridad

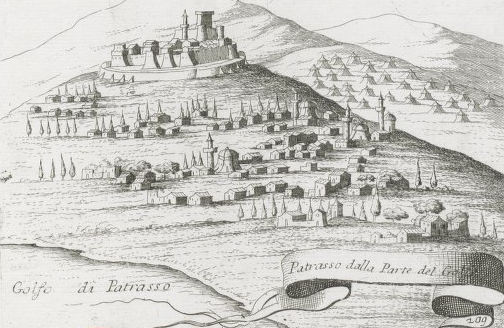
Patrás en 1689.

Durante los días del asedio tuvo lugar en Hungría la batalla de Leobersdorf, en la que los electores de Carlos V en Hungría derrotaban a parte del ejército otomano. Tomada la fortaleza, Doria puso de guarnición a Mendoza con 2500 españoles, además de griegos locales. Se consideró invertir las próximas semanas en edificar una segunda fortaleza o en atacar Navarino, pero en su lugar optó por proseguir la campaña. Sentando campamento en Zante, asaltó la cercana Patras, ciudad bien guarnecida pero con fortificaciones en mal estado, que rindió con suma facilidad a cambio de respetar a su población. Doria procuró que los cristianos hicieran alarde de humanidad ante los musulmanes, mandando ejecutar a los soldados que incumplieran las condiciones.
Después se dirigió al golfo de Patras, hacia los castillos llamados Dardanelos que se hacían de puertas del golfo de Corinto, uno en Acaya y otro en Etolia, los cuales contaban con colosales piezas de artillería para impedir el paso de los navíos. Doria resolvió el problema bajando a tierra sus baterías y apuntando a la fortaleza aquea por donde no podían evadirlo, obligando así fácilmente a su guarnición a rendirse. Entre tanto Tuttavilla asedió la fortaleza etolia, cuyos trabajos de circunvalación interrumpió la llegada de refuerzos turcos de caballería desde Lepanto, pero el napolitano los derrotó formando un cuadro de infantería complementado con artillería ligera. Al fin se derribó el muro y se tomó también la fortaleza etolia, cuyos jenízaros se inmolaron con toda la pólvora antes que rendirse.
Salviti infligió un gran saqueo en el golfo de Corinto, pero con la llegada del invierno y la noticia de que habían cumplido su objetivo de obligar a Solimán a volver de Hungría, Doria dio orden de regresar en noviembre, cargados de botín por valor de más de 60.000 ducados. El botín incluía la artillería de los castillos, que resultaron ser cañones tan grandes que un hombre cabía sentado dentro y requirieron un gran esfuerzo para transportarlos a las naos. La toma de Corón enfureció a Solimán, hasta el punto que comunicó al embajador imperial en Constantinopla, Cornelis de Schepper, que destruiría la iglesia del Santo Sepulcro de Jerusalén para erigir una mezquita en su lugar si no se le devolvía la fortaleza. También ofreció la entrega de la antigua plaza fuerte española de Argel como regalo. Sin embargo, al no recibir respuesta, resolvió intentar reconquistarla al año próximo.